# شروتی حسن
شروتی حسن (انگلیسی: Shruti Haasan؛ زادهٔ ۲۸ ژانویهٔ ۱۹۸۶) یک هنرپیشه، خواننده، و آهنگ‌ساز اهل هند است.
از فیلم‌ها یا برنامه‌های تلویزیونی که وی در آن نقش داشته‌است می‌توان به ۳ اشاره کرد.
او فرزند کمال حسن و ساریکا است. همچنین آکشارا حسن خواهر اوست.

## فیلم‌شناسی
فهرست برخی از فیلم‌هایی که شروتی حسن در آنها به ایفای نقش پرداخته‌است:
- ۳
- شانس
- دی-دی
- هی رام
- جبار برگشته
- ببر
- دل هنوز بچه است
- خوش برگشتید
- او چه کسی است؟
- حس هفتم
- جبار سینگ
- راکی خوش‌تیپ
- سینگام ۳
- روزگار یک جنگجو
- دعا
- روح
- اسب مسابقه
- رامایا خواهد آمد
- مرد ثروتمند
- الهه
- عشق
- قدرت
- ترک
- رفیق
- آقای وکیل
- داستان‌های کوتاه
- او خواهرت خواهد بود
- کاتامارایدو
- راما، تو خواهی آمد
- غرور
- اوه دوست من
- سود
- والتیر ویرایا (۲۰۲۳)
- ویرا سیمها ردی (۲۰۲۳)
- سالار: قسمت اول - آتش‌بس (۲۰۲۳)